# Olmedo, el rey de la risa
Olmedo, el rey de la risa es una película documental de Argentina dirigida por Mariano Olmedo sobre su propio guion que se estrenó el 7 de marzo de 2019.

## Sinopsis
Aspectos de la vida de Alberto Olmedo desde su infancia y adolescencia en Rosario, sus comienzos como acróbata y comediante en esa ciudad y la continuación de su carrera profesional en Buenos Aires, en un homenaje dirigido por su hijo Mariano.

## Producción
Tuvo un rodaje accidentado pues por falta de fondos se interrumpió durante un período. La película utiliza fragmentos de programas televisivos y de películas, incluido un noticiero de 1960 donde aparece Fernando Olmedo recién nacido, testimonios de sus hijos y recuerdos de algunos colegas, hilvanados mediante un reportaje ficticio y guionado en el que Marcela Baños aparece entrevistando al propio Mariano Olmedo, más reconstrucciones mediante actores de la infancia y juventud del biografiado en Rosario.

## Reparto
Intervienen en el filme:
Fragmentos de archivo
- Alberto Olmedo

Intérpretes
- Sabrina Olmedo ... Abuela de Alberto Olmedo
- Marcela Baños ...  periodista
- Juan Orol ... Alberto Olmedo (adolescente)
- Marcelo Minino ... Pancho Guerrero
- Tito Gómez ... carnicero
- Manuel Wirzt ... Manuel Alba
- Javier Castro ... Alejandro Romay

Entrevistados
- Mariano Olmedo
- Vito Marchessi
- Raúl Calandra
- Guillermo Francella
- Dady Brieva
- Moria Casán
- Palito Ortega

## Críticas
Paraná Sendrós en Ámbito Financiero dijo:

Lástima grande que no participen también otras compañeras de trabajo, que aún quedan. Francella y Brieva hacen rápidos y elogiosos análisis del estilo olmediano. Cálidas, las anécdotas de los hijos, y tocante la respuesta de Albertito cuando recuerda haber extrañado “mucho, las cosas que hace un padre”. Él nació después, y esas cosas “las suplantó mi tío”. Pero nadie habla de tristezas.

Pablo O. Scholz en Clarín opinó:

Este docuficción puede definirse más por lo que no tiene, lo que no ofrece, que por lo que es en sí… hay muchos aspectos, y hechos ampliamente conocidos, que Olmedo, El rey de la risa, no aborda… las anécdotas de sus hijos, más que esbozar algún rencor por cierta ausencia (lo hace el menor), no dicen mucho del actor, ni como figura ni como padre. No están entrevistadas ninguna de las chicas Olmedo (Beatriz Salomón, Susana Romero, Adriana Brodsky ni Silvia Pérez), ni Susana Giménez, y de su infortunado deceso cayendo de un balcón en Mar del Plata, ni noticias… Por eso, Olmedo, El rey de la risa llama más la atención por lo que no muestra que por lo que se ve. Parafraseando el título de un libro, Queríamos tanto a Olmedo, que merecía otro recuerdo.

## Premio
Ganó el Premio del Público a la Mejor Película en el Festival Internacional de Cine Latino de Uruguay, de 2018.